# Like a Dragon Gaiden: The Man Who Erased His Name
Like a Dragon Gaiden: The Man Who Erased His Name (龍が如く７外伝 名を消した男, Ryū ga Gotoku 7 Gaiden: Na wo Keshita Otoko, lit. "Como um Dragão 7 História Paralela: O Homem que Apagou o Seu Nome") é um jogo eletrônico de ação-aventura desenvolvido pelo Ryu Ga Gotoku Studio e publicado pela Sega. É um spin-off da série Like a Dragon. Acontecendo durante os eventos de Yakuza: Like a Dragon (2020), Like a Dragon Gaiden se concentra no protagonista original da série, Kazuma Kiryu, enquanto ele embarca em uma nova aventura em Osaka sob o disfarce de um agente secreto.
Like a Dragon Gaiden foi lançado para PlayStation 4, PlayStation 5, Windows, Xbox One e Xbox Series X/S em 9 de novembro de 2023 e recebeu críticas geralmente positivas da mídia especializada.

## Jogabilidade
Em Like a Dragon Gaiden: The Man Who Erased His Name, os jogadores controlam Kazuma Kiryu enquanto exploram o distrito de Sotenbori em Osaka. O distrito de Isezaki Ijincho em Yokohama, um local proeminentemente apresentado em Yakuza: Like a Dragon e Lost Judgment, também está parcialmente disponível durante o primeiro capítulo da história. Uma terceira localização, conhecida como o Castelo, é uma área central onde os jogadores podem participar de atividades secundárias. Minijogos como karaokê, corrida de Pocket Circuit, clube de cabaré e arena de luta também retornam. Uma nova personagem chamada Akame atua como informante, fornecendo a Kiryu sub-missões.
Kiryu tem acesso a dois estilos de luta: Yakuza e Agente. O estilo Yakuza apresenta movimento de combate agressivo semelhante ao estilo de luta clássico de Kiryu dos jogos anteriores, enquanto o estilo Agente é descrito como tendo “velocidade e precisão absolutas”, contando com gadgets de alta tecnologia.
Semelhante a Lost Judgment, Like a Dragon Gaiden apresenta vários jogos do Master System que Kiryu pode jogar: Alex Kidd in Miracle World, Alien Syndrome, Enduro Racer, Fantasy Zone, Fantasy Zone II: The Tears of Opa-Opa, Galaxy Force, Global Defense, Maze Hunter 3-D, Penguin Land, Quartet e Secret Command, bem como a versão SG-1000 de Flicky, entre outros títulos de fliperama, como Virtua Fighter 2, Sonic the Fighters, Motor Raid, Daytona USA 2 (também conhecido como Sega Racing Classic 2, devido a problemas de licenciamento) e Fighting Vipers 2. Like a Dragon Gaiden foi a primeira vez que os jogos Sega Model 3 foram emulados em um jogo oficial da Sega.
Like a Dragon Gaiden inclui uma versão especial de teste de Like a Dragon: Infinite Wealth, que é desbloqueável após vencer a história principal de Gaiden pela primeira vez. O teste inclui duas demos: uma “Demo de História”, que continua do final de Gaiden e apresenta cenas exclusivas não incluídas em Infinite Wealth; e uma “Demo do Havaí”, que apresenta um mapa de livre circulação limitado de uma versão ficcionalizada de Honolulu, Havaí, para os jogadores explorarem e se envolverem em atividades secundárias.

## Desenvolvimento
Like a Dragon Gaiden: The Man Who Erased His Name foi originalmente concebido durante o desenvolvimento de Like a Dragon: Infinite Wealth. O diretor do Ryu Ga Gotoku Studio, Masayoshi Yokoyama, sugeriu à equipe de desenvolvimento que expandisse ainda mais a história de Kazuma Kiryu entre os eventos dos títulos anteriores, em vez de a restringir a um interlúdio para Infinite Wealth. Foi discutido que o projeto fosse feito no formato de conteúdo para download, antes de eventualmente evoluir para um jogo completo. O jogo foi desenvolvido em paralelo com Infinite Wealth e Like a Dragon: Ishin!, e foi concluído em seis meses.

## Lançamento
Like a Dragon Gaiden: The Man Who Erased His Name foi lançado mundialmente para PlayStation 4, PlayStation 5, Windows, Xbox One e Xbox Series X/S em 9 de novembro de 2023. O jogo também foi lançado no Xbox Game Pass para console e PC. Um pacote de conteúdo para download de bônus de pré-venda incluiu os personagens recorrentes de Like a Dragon Goro Majima, Taiga Saejima e Daigo Dojima como personagens adicionais para o minijogo Arena. Like a Dragon Gaiden foi lançado digitalmente, com apenas uma edição física limitada disponível em territórios asiáticos selecionados. Ao contrário dos lançamentos recentes, a dublagem em inglês de Gaiden não foi incluída no lançamento, e foi adicionada por meio de uma atualização em 14 de dezembro de 2023.

## Recepção
Like a Dragon Gaiden: The Man Who Erased His Name recebeu análises "geralmente favoráveis" da crítica especializada de acordo com o agregador de críticas Metacritic.
A VG247 elogiou a melhoria na abordagem narrativa, a história mais curta mas mais focada, bem como a introdução do estilo de combate Agente que modifica a fórmula de jogabilidade. A Digital Trends elogiou a escrita dos personagens, mas criticou o uso de pontos de enredo repetitivos. A publicação também criticou a natureza tediosa do sistema de missões secundárias do jogo, em comparação com os títulos anteriores da série Like a Dragon.

### Vendas
A versão para PlayStation 5 de Like a Dragon Gaiden vendeu 63.319 unidades físicas em sua primeira semana de lançamento no Japão, tornando-se o segundo jogo mais vendido da semana no país. A versão para PlayStation 4 vendeu 60.134 unidades físicas no Japão durante a mesma semana, tornando-se o terceiro jogo mais vendido da semana no país.
O diretor do Ryu Ga Gotoku Studio, Masayoshi Yokoyama, afirmou que as vendas de Like a Dragon Gaiden em seu país de desenvolvimento ultrapassaram suas expectativas, afirmando que "consegue sentir a popularidade da série se reacendendo no Japão."